# Ternopiljska oblast
Ternopiljska oblast ili Ternopoljska oblast (ukrajinski: Тернопільська область, ruski: Тернопольская область) oblast je koja se nalazi se u zapadnoj Ukrajini. Upravno središte oblasti je grad Ternopilj.

## Zemljopis
Ternopiljska oblast ima ukupnu površinu 13.823 km2 te je 22. oblast po veličini, u njoj živi 1.142.400 stanovnika te je prema broju stanovnika 23. oblast po veličini u Ukrajini. 485.600 (42,5 %) stanovnika živi u urbanim područjima, dok 656.800 (57,5 %) stanovnika živi u ruralnim područjima.
Ternopiljska oblast graniči na jugu s Černiveckom oblasti, na zapadu s Ivano-Frankivskom i Lavovskom oblasti, na sjeveru s Rivanjskom oblasti i na istoku graniči s Hmeljničkom oblasti.

## Stanovništvo
Ukrajinci su najbrojniji narod u oblasti i ima ih 1.113.500 što je 97,8 % ukupnoga stanovništva oblasti.
- Ukrajinci: 97,8 %
- Rusi: 1,2 %
- Poljaci: 0,3 %
- Bjelorusi: 0,1 %
- ostali: 0,6 %

Ukrajinskim jezikom kao materinjim govori 98,3 % stanovništva, dok ruskim jezikom kao materinjim govori 1,2 % stanovništva.

## Administrativna podjela
Ternopiljska oblast dijeli se na 17 rajona i 14 gradova od kojih njih jedan ima viši administrativni stupanj, također oblast ima i 17 malih gradova i 1019 naselja.

## Vanjske poveznice
- Službena stranica oblasti  Arhivirana inačica izvorne stranice od 5. prosinca 2012. (Wayback Machine)

### Ostali projekti
|  | Zajednički poslužitelj ima još gradiva o temi Ternopiljska oblast |